# Julio Bevacqua
Julio Maximiliano Bevacqua (Córdoba, Argentina, 9 de junio de 1980) es un exfutbolista argentino. Jugaba de delantero y su último club fue el Delfín Sporting Club.

## Trayectoria
Jugó 7 torneos internacionales: La Copa Libertadores 2000 y la Copa Mercosur 2001 con San Lorenzo, la Copa UEFA 2007/08 con el F.C. Vaduz, la Copa Libertadores 2011, Copa Sudamericana 2011, Copa Libertadores 2012 y la Copa Sudamericana 2012 con Deportivo Quito.

## Clubes
| Club                     | País          | Año       |
| ------------------------ | ------------- | --------- |
| San Lorenzo              | Argentina     | 1999-2000 |
| Almagro                  | Argentina     | 2000-2001 |
| San Lorenzo              | Argentina     | 2001-2002 |
| Chacarita Juniors        | Argentina     | 2002-2003 |
| C. A. I.                 | Argentina     | 2003-2004 |
| Belgrano                 | Argentina     | 2004-2005 |
| Sporting Braga           | Portugal      | 2005      |
| Estrela da Amadora       | Portugal      | 2006      |
| Villa Mitre              | Argentina     | 2006      |
| Portimonense SC          | Portugal      | 2007      |
| F.C. Vaduz               | Liechtenstein | 2008      |
| Panthrakikos F.C.        | Grecia        | 2008-2009 |
| Atlético de Rafaela      | Argentina     | 2009      |
| Manta F.C.               | Ecuador       | 2010      |
| Deportivo Quito          | Ecuador       | 2011-2012 |
| Atlético Venezuela       | Venezuela     | 2012-2014 |
| Independiente de Neuquén | Argentina     | 2014      |
| Delfín S. C.             | Ecuador       | 2015      |

## Palmarés

### Campeonatos nacionales
| Título  | Club            | País    | Año  |
| ------- | --------------- | ------- | ---- |
| Serie A | Deportivo Quito | Ecuador | 2011 |

### Copas internacionales
| Título        | Club        | País      | Año  |
| ------------- | ----------- | --------- | ---- |
| Copa Mercosur | San Lorenzo | Argentina | 2001 |

### Distinciones individuales
| Distinción                  | Año  |
| --------------------------- | ---- |
| Goleador Primera B Nacional | 2003 |
| Goleador Serie A            | 2010 |